# تشارلز جنكينز جونيور
تشارلز جنكينز جونيور (بالإنجليزية: Charles Jenkins Jr.)‏ هو منافس ألعاب قوى أمريكي، ولد في 9 أبريل 1964 في نيويورك في الولايات المتحدة.

## وصلات خارجية
- تشارلز جنكينز جونيور على موقع الاتحاد الدولي لألعاب القوى (الإنجليزية)
- تشارلز جنكينز جونيور على موقع اللجنة الأولمبية الدولية (الإنجليزية)
- تشارلز جنكينز جونيور على موقع أوليمبيديا (الإنجليزية)